# Susan Alcorn
Susan Alcorn (Allentown (Pennsylvania), 4 april 1953 – Baltimore (Maryland), 31 januari 2025) was een Amerikaanse pedal steelgitariste, componiste en improvisator.

## Biografie
Geboren in Allentown, Pennsylvania, begon Alcorn gitaar te spelen op 12-jarige leeftijd en verdiepte ze zich al snel in folkmuziek, blues en de popmuziek van de jaren 1960. Een toevallige ontmoeting met bluesmuzikant Muddy Waters bracht haar ertoe om steelgitaar te spelen. Tegen de tijd dat ze eenentwintig was, had ze zich verdiept in de pedal steelgitaar en speelde ze in country- en western swing bands in Texas.
Al snel begon ze de technieken van country-western pedal steel te combineren met haar eigen uitgebreide techniek en om een persoonlijke stijl te vormen die werd beïnvloed door freejazz, avant-gardistische klassieke muziek, Indiase raga's, inheemse tradities en verschillende folkmuziek uit de hele wereld.
Hoewel Alcorn voornamelijk een soloartieste was, heeft ze samengewerkt met tal van artiesten, waaronder Pauline Oliveros, Eugene Chadbourne, Peter Kowald, Chris Cutler, Joe Giardullo, Caroline Kraabel, Ingrid Laubrock, Le Quan Ninh, Josephine Foster, Joe McPhee en Ken Vandermark, LaDonna Smith, Mike Cooper, Walter Daniels, Ellen Fullman, Jandek, George Burt, Janel Leppin, Michael Formanek, Ellery Eskelin, Fred Frith, Maggie Nicols, Evan Parker, Johanna Varner, Zane Campbell, Mary Halvorson en Bill Embleton en de Severn Run Country Band
Ze heeft over muziek geschreven voor het Britse tijdschrift Resonance en CounterPunch. Haar artikel The Road the Radio, and the Full Moon werd opgenomen in «The Best Music Writing of 2006», gepubliceerd door Da Capo Press.
Solo-opnamen zijn onder meer Uma (Loveletter, 2000), Curandera (Uma Sounds, 2005), Concentration (opgenomen in 2005) en I Await the Resurrection of the Pedal Steel Guitar (Olde English Spelling Bee, 2007), Touch This Moment (Uma Sounds, 2010), Soledad (Relative Pitch, 2015) en Evening Tales (Mystra, 2016).

## Privéleven
Ze is getrouwd en woont in Baltimore.
Alcorn overleed in januari 2025 op 71-jarige leeftijd.

## Discografie
- 2000: Uma (Loveletter)
- 2005: Curandera (Uma Sounds)
- 2005: Concentration
- 2007: And I Await the Resurrection of the Pedal Steel Guitar (Olde English Spelling Bee)
- 2019: Invitation to a Dream met Joe McPhee, Ken Vandermark
- 2020: Pedernal

- Bibliothèque nationale de France: cb17961349b (data)
- Gemeinsame Normdatei: 135298350
- International Standard Name Identifier: 0000 0000 5754 2995
- Library of Congress Control Number: no2015084530
- MusicBrainz: f20ed356-3855-4efc-a6b3-64ddc2a7b509
- Réseau des bibliothèques de Suisse occidentale: 02-A025564906
- Système universitaire de documentation: 244090572
- Virtual International Authority File: 80091666
- WorldCat: E39PBJcR6JWfYgDdt9JrvQbjmd